# Jürgen Kampel
Jürgen Kampel (* 28. Jänner 1981) ist ein österreichischer Fußballspieler.

## Karriere
Kampel begann seine Karriere bei der DSG Klopeinersee. Nachdem er mit 15 Jahren im Sommer 1996 in die AKA Kärnten in Klagenfurt aufgenommen und in der Folge von dort auch in die U17-Nationalmannschaft einberufen wurde, kam er zu seiner ersten Profistation. Es war der FC Kärnten, von wo er per Leihvertrag zum SC Untersiebenbrunn wechselte. Nachdem er sich dort nicht durchsetzen konnte, spielte er 2006/07 wieder beim FC Kärnten. Nach guten Leistungen ging der Innenverteidiger 2007 zum SC Austria Lustenau in die österreichische Erste Liga. 2013 wechselte er zum sechstklassigen SC Tisis, den er im Jänner 2014 nach elf Einsätzen in der 1. Landesklasse wieder verließ. Weiterhin bei Tisis gemeldet, kam er im August 2016 noch zu einem weiteren Einsatz.
Im Jänner 2018 kehrte er in seine Kärntner Heimat zurück und schloss sich der zweiten Mannschaft des SK St. Andrä an. Für diese spielte er drei Mal in der siebt- und somit letztklassigen 2. Klasse. Zur Saison 2018/19 kehrte er zur sechstklassigen DSG Klopeinersee zurück, bei der Kampel einst seine Karriere begonnen hatte. Für Klopeinersee kam er zu 14 Einsätzen in der 1. Klasse. Zur Saison 2019/20 wechselte er zum viertklassigen Klagenfurter AC.